# Krasulîne, Șostka
Krasulîne (în ucraineană Красулине) este un sat în comuna Obrajiivka din raionul Șostka, regiunea Sumî, Ucraina.